# マリア (日本の歌手)
マリア（本名および旧芸名：伊藤 彩華（いとう あやか）、1987年1月29日 - ）は、日本の元歌手。
東京都出身。セカンドステージ所属。父がスウェーデンと日本のハーフのため、クォーターである。妹はバンドMiのボーカルMaika（まいか、伊藤舞華）。

## 略歴
- 1998年12月〜1999年12月、ミュージカル『ライオンキング』の日本公演初日キャストにヤングナラとして名を連ね、開幕から1年にわたって東京公演に出演。
- 2002年、テレビ番組『SDM発!』（フジテレビ系）のオーディションで選ばれ、テレビ番組『深夜戦隊ガリンペロ』（フジテレビ系）のエンディングテーマ「DOWN TOWN」（シュガー・ベイブのカバー）を歌うユニットを発掘する企画の中で平野綾・吉田有希とユニット「Springs」を結成。
- 高校卒業後、窪田啓子と「イトクボ」を結成し、路上ライブを中心とした音楽活動を始める。
- 2006年2月、ミスエアギタージャパンコンテストで審査員特別賞を受賞。
- 2007年頃より、親友の中川翔子の紹介で、YUI、絢香等を育てた西尾芳彦に師事する。2〜3ヶ月に1度のペースで、東京から福岡にある音楽塾ヴォイス通い2週間の集中トレーニングを受けた。
- 2009年5月、マリアに改名し西尾芳彦プロデュースにより、ユニバーサルミュージックよりメジャーデビュー[1]。
- 2010年2月18日、フジテレビ系列で放映されているFNNスーパーニュースのスーパー特報というコーナーで『密着！歌姫になりたい〜“CD不況”の夢と現実〜』というドキュメンタリーの中でCDがなかなか売れない中、国士舘大学や上智大学等の一流大学などに出向いたりと、地道にプロモーション活動をする姿が紹介された。番組自体はマリアと西尾芳彦門下で後輩に当たる17歳少女のプロへの道に密着したものだった。ヒット仕掛け人である西尾氏がCD不況の中で自信を持ってプロデュースしたマリアでもCDセールスが苦闘している現状を吐露していた。但し、最後にはマリアの最新曲「忘れたくなくて」がオリコン上位に食い込みヒットしているという宣伝で閉められた（17歳少女の方のオーディションはうまく行かず、プロデビューは見送られた）。
- 2012年1月頃まで歌手活動を停止した模様。

## 人物
- 中川翔子と仲が良く、中川宅でコスプレ衣装を互いに着合った事がある。その際、マリアは『セーラームーン』の水野亜美等、短髪のキャラクターを担当した（中川翔子#趣味を参照）。但し、本人にはコスプレ趣味はなく、アニメの知識もない。

## 作品

### シングル
- Getaway （2009年5月20日・UPCH-80128）

1. Getaway（BS朝日オリジナルドラマ「7万人探偵ニトベ」主題歌）
2. Somebody Star

- Goin' My Way （2009年7月15日・UPCH-80132）

1. Goin'My Way
2. 終われない夏

- D.I.T.（2009年10月28日・UPCH-89062）

1. D.I.T
2. 風、ときどき寄り道

- 忘れたくなくて（2010年1月27日・UPCH-89068）

1. 忘れたくなくて
2. 虹に願いを

- Good bye Good day（2011年1月26日・UPCH-89093）

1. Good bye Good day（TBS系列「王様のブランチ」2・3月エンディングテーマ）
2. AGAIN

- Deep into You（2011年4月13日・UPCH-89096）

1. Deep into You（TBS系列「COUNT DOWN TV」3月度エンディングテーマ）
2. 夕日
3. Good bye Good day（acoustic session）
4. Deep into You（inst）

- That LOVE（2011年6月22日・UPCH-89097）

1. That LOVE
2. Daily Life With You
3. Deep into You（acoustic session）
4. That LOVE（Inst）

### アルバム
- Will （2010年2月24日・UPCH-29042）
- MERCI VOX （2011年9月28日・UPCH-29072）

## 出演（伊藤彩華時代）

### テレビドラマ
- 1992年 - 『愛という名のもとに』 フジテレビ系列
- 1992年 - 『素顔のままで』 フジテレビ系列

### 舞台
- 1995年 - 『サウンド・オブ・ミュージック』 （マルタ役）
- 1996年 - 『スカーレット』
- 1998年 - 『グッバイガール』 （メラニー役）
- 1998年 - 『ライオンキング』 （ヤングナラ役）
- 2000年 - 『big ～夢はかなう～』 （アンサンブル出演）

### アニメ
- 1995年 - 『ストレイシープの大冒険』 （「ポーの七夕」女の子役）

## 所属ユニット
- Nansho Kids
- Springs
- イトクボ